# Perico Sambeat

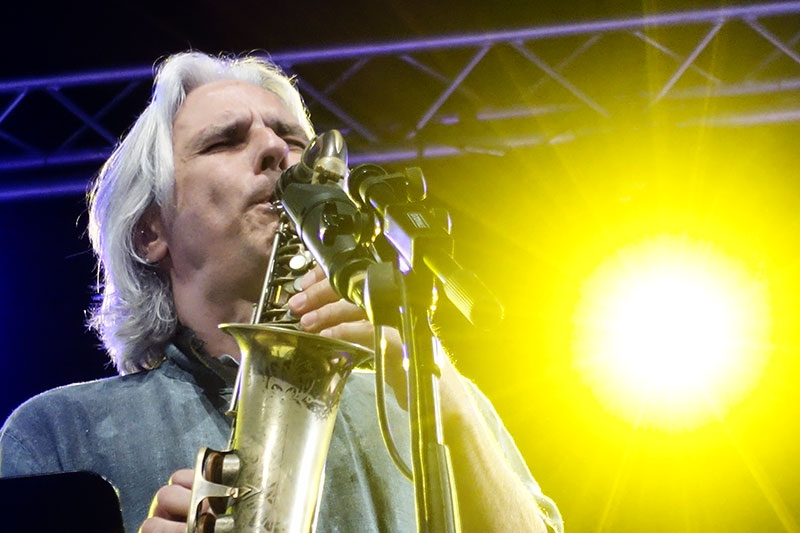
Perico Sambeat at Aarhus Jazz Festival, 2016

Perico Sambeat (Godella, Valencia, 1962) es un saxofonista de jazz español. Su labor como compositor y arreglista está también ampliamente reconocida. Como intérprete utiliza preferentemente el saxo alto, el saxo soprano y la flauta travesera.
Cuenta con una extensa trayectoria que le ha llevado a frecuentar ámbitos diversos dentro del mundo del jazz y la improvisación, que van desde el bop o el post-bop hasta planteamientos más libres cercanos al free, pasando por el funk o la fusión con el hip-hop. Hay que destacar el fértil diálogo que ha sabido establecer entre el jazz y la música flamenca, plasmado sobre todo en sus discos Ademuz (1995), Perico (2001) y Flamenco Big Band (2008), en los que participaron cantaores como Enrique Morente y Miguel Poveda.

## Biografía
Se inicia en la música a los seis años, y a partir de 1980 comienza a tocar el saxofón de forma autodidacta. Se traslada a Barcelona en 1982, donde concluye sus estudios clásicos de flauta al tiempo que comienza los de jazz en el Taller de Músics de Barcelona, donde estudia armonía y arreglos con Zé Eduardo. En 1991 se traslada a Nueva York e ingresa en la New School for Jazz & Contemporary Music, donde toca con maestros como Lee Konitz, Jimmy Cobb o Joe Chambers.
Su prolífica carrera profesional le ha llevado a tocar en festivales y clubs de todo el mundo y a grabar una veintena de trabajos como líder, entre los que cabría destacar Uptown Dance (con Mike Mossman), Cruce de Caminos (con Gerardo Núñez), New York-Barcelona Crossing y Friendship (con Brad Mehldau), Flamenco Big Band o los tres álbumes grabados con el CMS Trio junto a Javier Colina y Marc Miralta. También ha participado en más de un centenar de grabaciones junto a artistas como Bernardo Sassetti, Bob Sands, Chris Kase, George Colligan, Chano Domínguez, Lluís Vidal, Toni Belenguer o Albert Sanz. Además ha trabajado junto a músicos de fama internacional como Pat Metheny, Fred Hersch, Mark Turner, Steve Lacy, Michael Brecker, Kurt Rosenwinkel, Maria Schneider, Daniel Humair o Kenny Wheeler.
Entre sus proyectos más recientes destaca su disco Baladas (2011), grabado en cuarteto junto a Bernardo Sassetti, Javier Colina y Borja Barrueta. En otoño de 2012 publicó Elàstic, una grabación que supone el estreno discográfico de un quinteto internacional formado por el batería norteamericano Jeff Ballard, el pianista belga Eric Legnini, el guitarrista portugués André Fernandes y el contrabajista francés Thomas Bramerie.

## Reconocimientos y premios
- 1990: Premio al mejor solista español de jazz.

- 1994: Mejor saxofonista español de jazz, por votación popular de la Asociación de Músicos de Jazz de Cataluña.

- 2000: Mejor saxofonista español de jazz, por votación popular de la Asociación de Músicos de Jazz de Cataluña.

- 2001: Mejor saxofonista español de jazz, por votación popular de la Asociación de Músicos de Jazz de Valencia.

- 2002: Tercer Premio SGAE de composición de jazz latino.

- 2003: Premio "Bird" del Festival de Jazz del Mar del Norte (North Sea Jazz Festival) al artista merecedor de mayor reconocimiento.

- 2009: Premio JAÇ por votación popular al mejor disco español del año 2008 por el álbum Flamenco Big Band.

La revista Cuadernos de Jazz consideró el álbum Ziribuye como uno de los 10 mejores discos de jazz español de la década de los 2000.

## Discografía[5]como líder y colíder
| Título                                        |  | Año  |  | Sello                   |  | Formación |  | Observaciones                                                          |
| --------------------------------------------- |  | ---- |  | ----------------------- |  | --- |  | ---------------------------------------------------------------------- |
| Perico Sambeat                                |  | 1991 |  | EGT                     |  | |  | Editado sólo en formato LP                                             |
| Punto de partida                              |  | 1992 |  | EGT                     |  | Perico Sambeat Quintet con Tete Montoliu y Wallace Roney                                                                                              |  |                                                                        |
| Uptown Dance                                  |  | 1992 |  | EGT                     |  | Perico Sambeat / Michael Philip Mossman Quintet |  |                                                                        |
| New York-Barcelona Crossing, Vol. 1           |  | 1993 |  | Fresh Sound New Talent  |  | Perico Sambeat / Brad Mehldau / Mario Rossy / Jorge Rossy                                                                                             |  | Grabado en vivo en Barcelona el 10 de mayo de 1993, publicado en 1997  |
| New York-Barcelona Crossing, Vol. 2           |  | 1993 |  | Fresh Sound New Talent  |  | Perico Sambeat / Brad Mehldau / Mario Rossy / Jorge Rossy                                                                                             |  | Grabado en vivo en Barcelona el 10 de mayo de 1993, publicado en 1998  |
| Dual Force (Live at Ronnie Scott's Jazz Club) |  | 1993 |  | Ronnie Scott's Jazz     |  | Perico Sambeat Quartet (con Steve Melling, Dave Green y Stephen Keogh)                                                                                |  | Grabado en vivo en Londres en diciembre de 1993, publicado en 1996     |
| Ademuz                                        |  | 1995 |  | Fresh Sound New Talent  |  | Perico Sambeat +10 (con Enrique Morente, Mark Turner, Brad Mehldau, Kurt Rosenwinkel, Jorge Rossy...)                                                 |  | Producido originalmente por EGT, publicado en 1998 por Fresh Sound     |
| Jindungo                                      |  | 1997 |  | Fresh Sound New Talent  |  | Perico Sambeat / Bruce Barth Quartet |  |                                                                        |
| Discantus                                     |  | 1997 |  | Sirio                   |  | Perico Sambeat & Cor de Cambra Lluís Vich |  | Música sacra de compositores valencianos de entre los siglos VII y XVI |
| Some Other Spring                             |  | 1998 |  | Satchmo Records         |  | Perico Sambeat / Bruce Barth Duo |  |                                                                        |
| Perico                                        |  | 2001 |  | Lola Records            |  | Perico Sambeat Quartet (con Bernardo Sassetti, Javier Colina y Marc Miralta)                                                                          |  | Grabado en febrero del 2000                                            |
| Cruce de caminos                              |  | 2001 |  | Resistencia             |  | Perico Sambeat / Gerardo Núñez (con George Colligan, Javier Colina, Marc Miralta)                                                                     |  | Grabado en vivo en Sevilla en septiembre del 2000                      |
| Friendship                                    |  | 2003 |  | ACT                     |  | Perico Sambeat Quintet (con Brad Mehldau, Kurt Rosenwinkel, Ben Street, Jeff Ballard)                                                                 |  |                                                                        |
| Ziribuye                                      |  | 2005 |  | ContraBaix              |  | Perico Sambeat Sextet (con Raynald Colom, Toni Belenguer, José Reinoso, Elma Sambeat)                                                                 |  | Grabado en Oporto (Portugal) en agosto de 2004                         |
| Colina · Miralta · Sambeat                    |  | 2007 |  | ContraBaix              |  | CMS Trio (Javier Colina, Marc Miralta, Perico Sambeat)                                                                                                |  |                                                                        |
| Flamenco Big Band                             |  | 2008 |  | Verve                   |  | Big Band (con Miguel Poveda, Gerardo Núñez, Albert Sanz, Javier Colina, Marc Miralta...)                                                              |  |                                                                        |
| Andando                                       |  | 2009 |  | ContraBaix              |  | CMS Trio (Javier Colina, Marc Miralta, Perico Sambeat)                                                                                                |  |                                                                        |
| Infinita                                      |  | 2009 |  | Fresh Sound New Talent  |  | Perico Sambeat / Javier Vercher Quartet |  | Grabado en abril de 2007 en Brooklyn (N.Y.)                            |
| Baladas                                       |  | 2011 |  | ContraBaix              |  | Perico Sambeat Quartet, con Bernardo Sassetti, Javier Colina y Borja Barrueta                                                                         |  |                                                                        |
| Sketches of Pangea                            |  | 2011 |  | BMC                     |  | Kalman Olah, Perico Sambeat, Matyas Szandai, Marc Miralta                                                                                             |  |                                                                        |
| Elàstic                                       |  | 2012 |  | ContraBaix              |  | Perico Sambeat Quintet (con Thomas Bramerie, André Fernandes, Eric Legnini y Jeff Ballard)                                                            |  | Grabado en Valencia en noviembre de 2011                               |
| Danza Guaná                                   |  | 2015 |  | ContraBaix              |  | CMS Trio (Javier Colina, Marc Miralta, Perico Sambeat)                                                                                                |  |                                                                        |
| Voces                                         |  | 2015 |  | Karonte - Nuba          |  | Big Band (con Sílvia Pérez Cruz, Viktorija Pilatovic, Ernesto Aurignac, Julián Sánchez, Joan Monné, André Fernandes, Enrique Oliver, Marc Miralta...) |  |                                                                        |
| Perico Sambeat plays Zappa                    |  | 2016 |  | Karonte - Nuba          |  | Perico Sambeat Octet, con Voro García, Toni Belenguer, Javier Vercher, Santi Navalón, Iván Cebrián, Julio Fuster y Miquel Asensio                     |  | Arreglos e improvisaciones sobre la música de Frank Zappa              |
| Pórtico                                       |  | 2017 |  | Fresh Sound Swing Alley |  | Joe Magnarelli / Perico Sambeat Quintet, con Fabio Miano, Ignasi Gonzalez y Andrea Michelutti                                                         |  |                                                                        |
| Ofrenda                                       |  | 2018 |  | Karonte - Nuba          |  | Perico Sambeat Quartet, con Danny Grissett, Ugonna Okegwo, E.J.Strickland                                                                             |  |                                                                        |
| 15 años                                       |  | 2020 |  | Karonte - Nuba          |  | CMS Trio (Javier Colina, Marc Miralta, Perico Sambeat)                                                                                                |  |                                                                        |
| Atlantis                                      |  | 2021 |  | Karonte - Nuba          |  | Perico Sambeat Quartet, con Fabián Almazán, Pablo Menares, Rodrigo Recabarren                                                                         |  |                                                                        |
| Roneando                                      |  | 2022 |  | Karonte - Nuba          |  | Perico Sambeat Quintet, con Albert Sanz, Miquel Alvarez, Tico Porcar, Sergio Martinez                                                                 |  |                                                                        |